# 3696 Геральд
3696 Геральд (3696 Herald) — астероїд головного поясу, відкритий 17 липня 1980 року.
Тіссеранів параметр щодо Юпітера — 3,175.